# 天津锐虎足球俱乐部
天津锐虎足球俱乐部简称“天津锐虎”，成立于2010年，原名河北锐虎足球队（因球队位于天津市河北区）。2016年11月8日正式注册为天津市锐虎足球俱乐部。2018年，获得天津市足球超级联赛和天津足协杯双料亚军，中国足球协会会员协会冠军联赛第八名。但因拒绝参加2018年天津足协杯颁奖典礼，导致被禁赛三年。